# Wyśmierzyce
Wyśmierzyce es un ciudad de Polonia, en Mazovia.  Es la cabecera del distrito (Gmina) de Wyśmierzyce, perteneciente al condado (Powiat) de Białobrzegi. Su población es de 945 habitantes, siendo la ciudad más pequeña del país.